# Tudor Pro Cycling Team
Tudor Pro Cycling Team (Kod UCI: TUD) – szwajcarska zawodowa grupa kolarska założona w 2018. Zespół w latach 2019–2022 należał do dywizji UCI Continental Teams. Od 2023 drużyna znajduje się w dywizji UCI Professional Continental Teams.

## Nazwa grupy w poszczególnych latach
| lata      | nazwa                  |
| --------- | ---------------------- |
| 2018–2022 | Swiss Racing Academy   |
| od 2022   | Tudor Pro Cycling Team |

## Sezony

### 2024

#### Skład
| Skład drużyny 2024            | Skład drużyny 2024   | Skład drużyny 2024 | Skład drużyny 2024                         |
| Imię i nazwisko               | Data urodzenia       | Państwo            | Poprzednia grupa                           |
| ----------------------------- | -------------------- | ------------------ | ------------------------------------------ |
| Tom Bohli                     | 17 stycznia 1994     | Szwajcaria         | Cofidis (2022)                             |
| Nils Brun                     | 14 czerwca 2000      | Szwajcaria         | Swiss MTB Pro Team powered by Stoll (2021) |
| Aloïs Charrin                 | 8 września 2000      | Francja            | Chambéry CF (2020)                         |
| Arvid de Kleijn               | 21 marca 1994        | Holandia           | Human Powered Health (2022)                |
| Jacob Eriksson                | 1 października 1999  | Szwecja            | Riwal Cycling Team (2022)                  |
| Lucas Eriksson                | 10 kwietnia 1996     | Szwecja            | Riwal Cycling Team (2022)                  |
| Robin Froidevaux              | 17 października 1998 | Szwajcaria         | Akros-Excelsior-Thömus (2020)              |
| Miká Heming                   | 6 kwietnia 2000      | Niemcy             | ATT Investments (2022)                     |
| Alexander Kamp                | 14 grudnia 1993      | Dania              | Trek-Segafredo (2022)                      |
| Petr Kelemen                  | 18 listopada 2000    | Czechy             | Elkov-Kasper (2021)                        |
| Arthur Kluckers               | 15 marca 2000        | Luksemburg         | Leopard Pro Cycling (2022)                 |
| Sebastian Kolze Changizi      | 29 grudnia 2000      | Dania              | ColoQuick (2022)                           |
| Alexander Krieger             | 28 listopada 1991    | Niemcy             | Alpecin-Deceuninck (2023)                  |
| Marius Mayrhofer              | 18 września 2000     | Niemcy             | Team DSM-Firmenich (2023)                  |
| Simon Pellaud                 | 6 listopada 1992     | Szwajcaria         | Trek-Segafredo (2022)                      |
| Rick Pluimers                 | 7 grudnia 2000       | Holandia           | Jumbo-Visma Development Team (2022)        |
| Sébastien Reichenbach         | 28 maja 1989         | Szwajcaria         | Groupama-FDJ (2022)                        |
| Michael Storer                | 28 lutego 1997       | Australia          | Groupama-FDJ (2023)                        |
| Florian Stork                 | 27 kwietnia 1997     | Niemcy             | Team DSM-Firmenich (2023)                  |
| Joël Suter                    | 25 października 1998 | Szwajcaria         | UAE Team Emirates (2022)                   |
| Roland Thalmann               | 5 sierpnia 1993      | Szwajcaria         | Team Vorarlberg (2022)                     |
| Matteo Trentin                | 2 sierpnia 1989      | Włochy             | UAE Team Emirates (2023)                   |
| Yannis Voisard                | 26 lipca 1998        | Szwajcaria         | Akros-Thömus (2019)                        |
| Hannes Wilksch                | 30 października 2001 | Niemcy             | Tudor Pro Cycling U23 (2023)               |
| Luc Wirtgen                   | 7 lipca 1998         | Luksemburg         | Bingoal Pauwels Sauces WB (2022)           |
| Maikel Zijlaard               | 1 czerwca 1999       | Holandia           | VolkerWessels Cycling Team (2022)          |
| Marco Brenner                 | 27 sierpnia 2002     | Niemcy             | Team DSM-Firmenich (2023)                  |
| Mathys Rondel (20 lip–31 gru) | 23 września 2003     | Francja            | Tudor Pro Cycling U23 (2024)               |
|                               |                      |                    |                                            |
| Źródło: ProCyclingStats       |                      |                    |                                            |

#### Zwycięstwa
| Zwycięstwa    | Zwycięstwa                                           | Zwycięstwa | Zwycięstwa | Zwycięstwa      | Zwycięstwa |
| Data          | Wyścig                                               | Państwo    | Kategoria  | Zwycięzca       |            |
| ------------- | ---------------------------------------------------- | ---------- | ---------- | --------------- | ---------- |
| 4 mar         | Paryż-Nicea, 2. etap                                 | Francja    | 2.UWT      | Arvid de Kleijn |            |
| 19 mar        | Settimana Internazionale di Coppi e Bartali, 1. etap | Włochy     | 2.1        | Marco Brenner   |            |
| 4 kwi         | Région Pays de la Loire Tour, 3. etap                | Francja    | 2.1        | Alberto Dainese |            |
| 23 kwi        | Tour de Romandie, prolog                             | Szwajcaria | 2.UWT      | Maikel Zijlaard |            |
| 20 cze        | Mistrzostwa Luksemburga – jazda indywidualna na czas | Luksemburg | CN         | Arthur Kluckers |            |
| 23 cze        | Mistrzostwa Szwecji – start wspólny                  | Szwecja    | CN         | Jacob Eriksson  |            |
| 23 cze        | Mistrzostwa Niemiec – start wspólny                  | Niemcy     | CN         | Marco Brenner   |            |
| 25 lip        | Tour de Wallonie, 4. etap                            | Belgia     | 2.Pro      | Matteo Trentin  |            |
| 26 lipca 2024 | Tour de Wallonie, klasyfikacja generalna             | Belgia     | 2.Pro      | Matteo Trentin  |            |
| 8 wrz         | Grand Prix de Fourmies                               | Francja    | 1.Pro      | Arvid de Kleijn |            |
| 15 wrz        | Grand Prix d’Isbergues                               | Francja    | 1.1        | Arvid de Kleijn |            |
| 2 paź         | Tour de Langkawi, 4. etap                            | Malezja    | 2.Pro      | Arvid de Kleijn |            |
| 3 paź         | Tour de Langkawi, 5. etap                            | Malezja    | 2.Pro      | Arvid de Kleijn |            |

### 2023

#### Skład
| Skład drużyny 2023            | Skład drużyny 2023   | Skład drużyny 2023 | Skład drużyny 2023                         |
| Imię i nazwisko               | Data urodzenia       | Państwo            | Poprzednia grupa                           |
| ----------------------------- | -------------------- | ------------------ | ------------------------------------------ |
| Tom Bohli                     | 17 stycznia 1994     | Szwajcaria         | Cofidis (2022)                             |
| Nils Brun                     | 14 czerwca 2000      | Szwajcaria         | Swiss MTB Pro Team powered by Stoll (2021) |
| Aloïs Charrin                 | 8 września 2000      | Francja            | Chambéry CF (2020)                         |
| Arvid de Kleijn               | 21 marca 1994        | Holandia           | Human Powered Health (2022)                |
| Jacob Eriksson                | 1 października 1999  | Szwecja            | Riwal Cycling Team (2022)                  |
| Lucas Eriksson                | 10 kwietnia 1996     | Szwecja            | Riwal Cycling Team (2022)                  |
| Robin Froidevaux              | 17 października 1998 | Szwajcaria         | Akros-Excelsior-Thömus (2020)              |
| Miká Heming                   | 6 kwietnia 2000      | Niemcy             | ATT Investments (2022)                     |
| Alexander Kamp                | 14 grudnia 1993      | Dania              | Trek-Segafredo (2022)                      |
| Petr Kelemen                  | 18 listopada 2000    | Czechy             | Elkov-Kasper (2021)                        |
| Arthur Kluckers               | 15 marca 2000        | Luksemburg         | Leopard Pro Cycling (2022)                 |
| Sebastian Kolze Changizi      | 29 grudnia 2000      | Dania              | ColoQuick (2022)                           |
| Simon Pellaud                 | 6 listopada 1992     | Szwajcaria         | Trek-Segafredo (2022)                      |
| Rick Pluimers                 | 7 grudnia 2000       | Holandia           | Jumbo-Visma Development Team (2022)        |
| Sébastien Reichenbach         | 28 maja 1989         | Szwajcaria         | Groupama-FDJ (2022)                        |
| Joël Suter                    | 25 października 1998 | Szwajcaria         | UAE Team Emirates (2022)                   |
| Roland Thalmann               | 5 sierpnia 1993      | Szwajcaria         | Team Vorarlberg (2022)                     |
| Yannis Voisard                | 26 lipca 1998        | Szwajcaria         | Akros-Thömus (2019)                        |
| Luc Wirtgen                   | 7 lipca 1998         | Luksemburg         | Bingoal Pauwels Sauces WB (2022)           |
| Maikel Zijlaard               | 1 czerwca 1999       | Holandia           | VolkerWessels Cycling Team (2022)          |
| Hannes Wilksch (5 sie–31 gru) | 30 października 2001 | Niemcy             | Development Team DSM (2022)                |
|                               |                      |                    |                                            |
| Źródło: ProCyclingStats       |                      |                    |                                            |

#### Zwycięstwa
| Zwycięstwa      | Zwycięstwa                                           | Zwycięstwa | Zwycięstwa | Zwycięstwa      | Zwycięstwa |
| Data            | Wyścig                                               | Państwo    | Kategoria  | Zwycięzca       |            |
| --------------- | ---------------------------------------------------- | ---------- | ---------- | --------------- | ---------- |
| 15 mar          | Mediolan-Turyn                                       | Włochy     | 1.Pro      | Arvid de Kleijn |            |
| 7 kwietnia 2023 | Région Pays de la Loire Tour, klasyfikacja generalna | Francja    | 2.1        | Alexander Kamp  |            |
| 13 kwi          | Giro di Sicilia, 3. etap                             | Włochy     | 2.1        | Joël Suter      |            |
| 1 maja 2023     | Tour de Bretagne Cycliste, klasyfikacja generalna    | Francja    | 2.2        | Simon Pellaud   |            |
| 13 maj          | Tour de Hongrie, 4. etap                             | Węgry      | 2.Pro      | Yannis Voisard  |            |
| 28 maj          | Boucles de la Mayenne, 3. etap                       | Francja    | 2.Pro      | Arvid de Kleijn |            |
| 10 cze          | ZLM Tour, 3. etap                                    | Holandia   | 2.Pro      | Arvid de Kleijn |            |
| 25 cze          | Mistrzostwa Szwecji – start wspólny                  | Szwecja    | CN         | Lucas Eriksson  |            |
| 27 sie          | Deutschland Tour, 4. etap                            | Niemcy     | 2.Pro      | Arvid de Kleijn |            |
| 23 wrz          | Tour de Langkawi, 1. etap                            | Malezja    | 2.Pro      | Arvid de Kleijn |            |
| 28 wrz          | Tour de Langkawi, 6. etap                            | Malezja    | 2.Pro      | Arvid de Kleijn |            |

### 2022

#### Skład
| Skład drużyny 2022                       | Skład drużyny 2022   | Skład drużyny 2022 | Skład drużyny 2022                         |
| Imię i nazwisko                          | Data urodzenia       | Państwo            | Poprzednia grupa                           |
| ---------------------------------------- | -------------------- | ------------------ | ------------------------------------------ |
| Alex Baudin                              | 25 maja 2001         | Francja            | AG2R Citroën U23 Team (2021)               |
| Nils Brun                                | 14 czerwca 2000      | Szwajcaria         | Swiss MTB Pro Team powered by Stoll (2021) |
| Aloïs Charrin                            | 8 września 2000      | Francja            | Chambéry CF (2020)                         |
| Filippo Colombo                          | 20 grudnia 1997      | Szwajcaria         |                                            |
| Robin Donzé                              | 6 listopada 2003     | Szwajcaria         |                                            |
| Ruben Eggenberg                          | 22 marca 2025        | Szwajcaria         |                                            |
| Sean Flynn                               | 2 marca 2000         | Wielka Brytania    | SEG Racing Academy (2021)                  |
| Robin Froidevaux                         | 17 października 1998 | Szwajcaria         | Akros-Excelsior-Thömus (2020)              |
| Petr Kelemen                             | 18 listopada 2000    | Czechy             | Elkov-Kasper (2021)                        |
| Jakob Klahre                             | 8 listopada 2001     | Szwajcaria         |                                            |
| Lorenzo Rinaldi                          | 1 września 2003      | Włochy             |                                            |
| Arnaud Tendon                            | 6 listopada 2002     | Szwajcaria         |                                            |
| Loris Trastour(Przypis)                  | 12 października 2001 | Francja            |                                            |
| Alex Vogel                               | 30 lipca 1999        | Szwajcaria         |                                            |
| Yannis Voisard                           | 26 lipca 1998        | Szwajcaria         | Akros-Thömus (2019)                        |
| Fabian Weiss                             | 11 kwietnia 2002     | Szwajcaria         |                                            |
|                                          |                      |                    |                                            |
| Źródła: ProCyclingStats Cycling Quotient |                      |                    |                                            |

Przypis: Loris Trastour, koniec kariery

#### Zwycięstwa
| Zwycięstwa   | Zwycięstwa                                                      | Zwycięstwa | Zwycięstwa | Zwycięstwa       | Zwycięstwa |
| Data         | Wyścig                                                          | Państwo    | Kategoria  | Zwycięzca        |            |
| ------------ | --------------------------------------------------------------- | ---------- | ---------- | ---------------- | ---------- |
| 11 mar       | Istarsko Proljeće, 1. etap                                      | Chorwacja  | 2.2        | Sean Flynn       |            |
| 12 mar       | Istarsko Proljeće, 2. etap                                      | Chorwacja  | 2.2        | Alex Baudin      |            |
| 14 mar       | Istarsko Proljeće, 3. etap                                      | Chorwacja  | 2.2        | Robin Froidevaux |            |
| 27 kwi       | Tour de Bretagne Cycliste, 3. etap                              | Francja    | 2.2        | Alex Baudin      |            |
| 29 maja 2022 | Alpes Isère Tour, klasyfikacja generalna                        | Francja    | 2.2        | Yannis Voisard   |            |
| 18 cze       | Tour du Pays de Montbéliard, 2. etap                            | Francja    | 2.2        | Arnaud Tendon    |            |
| 23 cze       | Switzerland National Road Cycling Championships - Men U23 ITT   | Szwajcaria | CN         | Fabian Weiss     |            |
| 26 cze       | Mistrzostwa Szwajcarii – start wspólny                          | Szwajcaria | CN         | Robin Froidevaux |            |
| 3 lip        | Switzerland National Road Cycling Championships - Men U23 RR    | Szwajcaria | CN         | Nils Brun        |            |
| 15 lip       | Giro della Valle d'Aosta, 3. etap                               | Włochy     | 2.2U       | Alex Baudin      |            |
| 16 lip       | Czech Republic National Road Cycling Championships - Men U23 RR | Czechy     | CN         | Petr Kelemen     |            |